# Sambégou Bangoura
Sambégou Bangoura (Conakri, Guinea, 3 de abril de 1982) es un exfutbolista de Guinea que jugaba en la posición de delantero centro.

## Carrera

### Club
| Periodo   | Club                       |
| --------- | -------------------------- |
| 2000-2003 | KSC Lokeren                |
| 2003-2005 | Standard de Lieja          |
| 2005-2007 | Stoke City FC              |
| 2007      | → FC Brussels (cedido)     |
| 2007–2009 | Boavista FC                |
| 2008      | → Cádiz CF (cedido)        |
| 2009–2013 | Panserraikos               |
| 2011      | → Al-Ahly Tripoli (cedido) |
| 2013-2015 | AS Kaloum Star             |
| 2015–2016 | RFC Tournai                |

### Selección nacional
Jugó para Guinea en 32 ocasiones de 2000 a 2013 y anotó nueve goles; participó en dos ediciones de la Copa Africana de Naciones donde anotó un gol en la edición de 2006.

## Logros
- Campeonato Nacional de Guinea (1): 2014